# Morti viventi a Dallas
Morti viventi a Dallas è il secondo romanzo della Ciclo di Sookie Stackhouse scritta da Charlaine Harris.
Il romanzo è stato pubblicato per la prima volta in Italia nel 2007 con il titolo Morti viventi, dalla Delos Books, che detiene i diritti per l'Italia dell'intera saga che sta pubblicando interamente, e nel 2009 è stato ripubblicato in edizione economica da Fazi Editore con il titolo esteso Morti viventi a Dallas.

## Trama
Il romanzo si apre con il ritrovamento, da parte di Sookie Stackhouse, del corpo privo di vita di Lafayette Reynolds, il cuoco gay del Merlotte's (il bar in cui Sookie lavora), nella macchina di Andy Bellefleur, detective della polizia di Bon Temps, parcheggiata fuori il bar. La sera precedente, Andy era al Merlotte's, ubriaco tanto da non poter tornare a casa da solo. Sookie, grazie alle sue capacità telepatiche aveva scoperto i motivi dello strano comportamento di Andy, uomo non dedito all'alcol (un brutto caso di omicidio riguardante una bambina scomparsa su cui Andy stava lavorando, che aveva lasciato il detective molto provato, tanto da bere fino allo sfinimento) e per questo, intenerita dai suoi sentimenti, Sookie telefona a Portia, la sorella di Andy, per farlo venire a prendere. Con l'aiuto di Bill, il fidanzato vampiro di Sookie, Portia carica il fratello sulla sua macchina lasciando quella del detective nel parcheggio. Non corre pare buon sangue tra la famiglia Bellefleur e Bill, un'antipatia reciproca. Da una parte il detective Andy e sua sorella Portia, avvocato, non hanno mai accettato pienamente la convivenza con i vampiri, dall'altra parte, l'antipatia di Bill sembra avere radici molto più lontane nel tempo. Subito dopo le prime indagini pare ovvio che la morte di Lafayette possa essere legata a dei festini a base di sesso che si svolgono in segreto in quel di Bon Temps. Supponendo che gli altri partecipanti potrebbero essere a conoscenza di dettagli molto importanti per ricostruire le ultime ore di vita di Lafayette, Sookie si mette "in ascolto", grazie alla sua telepatia, alla ricerca dei pensieri dei clienti del bar in attesa di scoprire qualcosa.
Nel frattempo Sookie viene informata dal Bill che sono stati convocati dal vampiro Eric Northman, sceriffo dell'Area 5 che comprende anche la città di Bon Temps e proprietario del club Fangtasia a Sheverport. Durante il tragitto verso Sheverport, Sookie e Bill hanno un litigio, che porta la ragazza ad allontanarsi da sola nei boschi, qui incontra una menade che l'attacca provocandole delle profonde ferite alla schiena. La menade, nota come Callisto, ha avvelenato il sangue di Sookie, che ora rischia seriamente la vita. Un messaggio di avvertimento della menade indirizzato ad Eric, una richiesta di tributo. Portata di fretta al Fangtasia, Sookie viene guarita grazie all'intervento di Bill, Eric e di altri due vampiri, Pam e Chow, che a turno le succhiano il sangue avvelenato per poi fornirle del sangue nuovo. Quando ormai la sua vita è salva, Eric informa Bill e Sookie del motivo per cui li ha convocati, dovranno recarsi a Dallas ingaggiati dal leader dei vampiri locali per risolvere un caso, grazie ai poteri telepatici di Sookie.
Arrivati all'aeroporto di Dallas, uno strano individuo vestito da prete cerca di rapire Sookie mentre Bill si trova ancora nella sua bara da viaggio, fortunatamente per lei Bill riesce a risvegliarsi in tempo per salvarla, ma l'uomo riesce a fuggire. Una volta giunti al Silent Shore hotel, albergo dedicato esclusivamente ai vampiri, Sookie e Bill vengono accolti dalla vampira Isabel, che li porta al cospetto di Stan Davis, sceriffo di Dallas. Stan chiede il loro aiuto per scoprire che fine abbia fatto Farrell, un membro del suo nido (così vengono chiamati i nuclei di vampiri), un vampiro gay ormai scomparso da cinque giorni. Grazie alla sua abilità telepatica, Sookie interroga diverse persone che potrebbero aver visto Farrell. Dalle indagini di Sookie e Bill emerge che Farrell è stato visto per l'ultima volta in un bar gestito dai vampiri in compagnia di un altro vampiro di nome Godfrey, conosciuto anche come Godric, un vampiro "rinunciatario" alleato con la "Confraternita del Sole", un movimento religioso anti-vampiri disposto ad usare tutti i mezzi legali o illegali per liberarsi dei vampiri.
Godfrey è un vampiro millenario dall'aspetto di un adolescente, con degli antichi tatuaggi sul corpo che da tempo si è alleato alla Confraternita perché stanco della sua vita immortale e perché ritiene i vampiri un abominio per l'umanità, avendo lui stesso ucciso anche dei bambini per nutrirsi del loro sangue.
Attraverso i ricordi di una cameriera presente quella sera al bar, Sookie "vede" insieme a Godfrey e a Farrell, l'uomo che travestito da prete aveva cercato di rapirla poche ore prima all'aeroporto. Pare quindi ovvio che ci sia una spia all'interno del nido di Stan, ipotesi confermata dal ritrovamento di una cimice nella sala delle udienze. I sospetti di Stan cadono sull'unico recente acquisto del nido di Dallas, un certo Leif, un vampiro di passaggio proveniente dalla California. Con grande stupore di Sookie e Bill, Leif non è altri che Eric, arrivato fino a Dallas incuriosito dalla richiesta di Stan Davis.
Sookie decide di infiltrarsi nella "Confraternita del Sole" per avere informazioni su Farrell, per questo motivo le viene affiancato Hugo Ayers, un umano, avvocato di professione e legato sentimentalmente alla vampira Isabel. I due si erano conosciuti tempo prima quando Ayers aveva vinto una causa civile a favore di Stan Davis intentata dai suoi vicini di casa. Sookie e Hugo si presentano nella Chiesa sede della Confraternita come una coppia di fidanzati che vuole far parte del gruppo, lì conoscono il Reverendo Steve Newlin (capo della Confraternita) e sua moglie Sarah, ma ben presto la loro recita viene smascherata e vengono rinchiusi nei sotterranei della sede dove anche Farrell viene tenuto prigioniero. Una volta da soli, Sookie, riesce a leggere i pensieri di Hugo e scopre che l'uomo è il traditore e che fin dall'inizio ha fatto il doppio gioco.
Dopo essere stata separata da Hugo, Sookie rimane sola in cella in balia di Gabe, un umano senza scrupoli che vuole picchiarla fino allo stordimento e violentarla. Da Gabe, Sookie viene a sapere che poco prima del tramonto del sole e quindi prima del risveglio dei vampiri, ci sarà un evento cui parteciperanno anche i media, a dimostrazione del potere di Dio. Godfrey, volontariamente, e Farrell verranno esposti al sole e bruceranno portando alla morte anche Sookie e Hugo che saranno legati ai loro corpi. Il tempestivo intervento di Godfrey salverà Sookie e porterà alla morte di Gabe. Con l'aiuto di Godfrey e quello della mutaforma Luna Garza (anche lei infiltrata tra le file degli adepti della Confraternita) e di un paio di licantropi, Sookie riesce a mettersi in salvo, nonostante le ferite riportate durante la lotta con Gabe ed un incidente stradale durante la fuga.
Poco prima di fuggire dalle grinfie dei membri della Confraternita, Sookie riesce a mettersi in contatto telepatico con Barry, un portantino al servizio dell'albergo Silent Shore (telepatico come lei, solo alle prime armi) con una richiesta di aiuto da inoltrare a Bill.
Ad attenderla in albergo, Sookie troverà Eric/Leif che si prenderà cura di lei fino all'arrivo di Bill.
La notte stessa i vampiri attaccano la sede della Confraternita e liberano Farrell e Hugo. Il giorno dopo Sookie, mentre Bill dorme ancora nella sua bara in albergo, si reca alla Chiesa in cerca di Godfrey, sicura di trovarlo lì pronto a mettere in atto il suo suicidio. Sookie assiste con gli occhi gonfi di lacrime all'incontro del vampiro con il sole. Durante il party per il bentornato a Farrell nel nido di Stan, Sookie chiede allo sceriffo di Dallas di risparmiare la vita di Hugo come da accordi, nessun umano anche se colpevole dovrà essere ucciso, ma giudicato dalla giustizia ordinaria. Purtroppo agli occhi dello Stato, Hugo non ha commesso alcun reato, quindi il compromesso escogitato da Stan pare essere un'ottima soluzione per entrambi. In una stanza vengono segregati i due amanti. Isabel, colpevole di avere portato un traditore nel nido, viene legata al muro con catene di argento e lontano da lei Hugo, anche lui legato al muro con delle catene. La brama di lei di succhiare sangue dal suo amato senza poterlo avere, e la brama di lui di essere il suo nutrimento senza poterlo fare, sarà la loro punizione per i prossimi 4 mesi.
Purtroppo la vendetta dei membri della Confraternita non tarda ad arrivare. Mentre sono al party, Sookie, Bill, Eric/Leif e gli altri vampiri e molti dei loro amici umani sono vittime di un attacco. Grazie ai poteri di Sookie, le perdite tra i vampiri sono minime. Pochi istanti prima della sparatoria Sookie "sente" i pensieri degli assalitori e ordina ad Eric con cui stava parlando, e quindi a tutti i vampiri, si buttarsi a terra. Una volta finiti gli spari Sookie si ritrova a soccorrere Eric, rimasto ferito per averle fatto da scudo con il proprio corpo. Con una bugia, Eric convince Sookie a tirargli fuori della spalla una pallottola d'argento, risucchiandola con la bocca. Così facendo alcune gocce del sangue di Eric vengono ingoiate da Sookie. Una volta estratta la pallottola, Eric eccitato dalla vista delle labbra della donna sporche di sangue, la bacia intensamente. Solo l'urgenza di sapere che Bill sta bene convince Sookie a staccarsi dal bacio del vampiro. Una volta riunita al suo amato Bill, Sookie si infuria con lui, quando scopre che ha utilizzato la sua natura vampira per uccidere gli esseri umani che avevano attaccato il nido. Arrabbiata, stanca ed infelice, Sookie se ne torna a casa da sola.
Tornata a Bon Temps, Sookie vive un momento di distacco da Bill, che dura circa tre settimane, durante le quali Bill viene spesso visto in compagnia di Portia Bellefleur. Ma ben presto i due si riavvicineranno. Sookie verrà a scoprire i motivi che hanno portato Portia a farsi vedere con Bill. Anche lei vuole scoprire chi ha ucciso Lafayette per discolpare suo fratello Andy ed essere l'amica di un vampiro potrebbe attirare le attenzioni particolari di uno dei membri dei festini e farla entrare nel loro circolo privato. Inoltre Sookie verrà a sapere da Bill che l'aver ingoiato anche una sola goccia del sangue di Eric creerà un legame, anche sessuale, fra lei ed il vampiro biondo.
Quando Bill dovrà tornare a Dallas, per sbrigare alcune faccende burocratiche legate all'aiuto ricevuto dai licantropi e dai mutaforma durante la fuga della sua amata, Sookie si vedrà costretta, suo malgrado, a chiedere l'aiuto di Eric.
Callisto, la menade, non soddisfatta del dono ricevuto da Eric come tributo, un bue, richiede la visita dello sceriffo dell'area 5. Prima di partire per Bon Temps Eric riceve una telefonata di Sookie, la quale gli chiede di accompagnarla alla festa/orgia organizzata da Mike Spencer, uno degli avventori del bar. Con molto stupore e divertimento Eric accetta l'invito. La ragazza vuole scoprire chi tra i partecipanti ai festini sia coinvolto nell'uccisione del suo amico e collega Lafayette. Arrivata alla festa, in compagnia di Eric, Sookie rimane sorpresa di trovare la sua vecchia amica Tara e il di lei fidanzato Eggs. Tutti gli sguardi lussuriosi dei presenti, uomini e donne, sono rivolti all'affascinante vampiro. Durante il festino, l'intimità fra Sookie ed Eric aumenterà, con baci ed abbracci.
Quando Sookie scoprirà chi fra i presenti ha ucciso Lafayette (Mike Spencer e Tom Hardaway e forse anche sua moglie Cleo), il festino verrà interrotto dall'arrivo di Andy Bellefleur, ancora una volta ubriaco e per giunta armato, che vuole punire le persone che hanno tentato di far ricadere la colpa dell'omicidio su di lui. Tutti i partecipanti alla festa sono riuniti fuori in cortile sotto il tiro della pistola di Andy, sono presenti anche Bill, appena tornato da Dallas e molto infastidito dall'odore di Eric che proviene da Sookie, e Sam (sotto forma di cane appena tornato da uno dei tanti incontri anche di natura sessuale con la menade), quando improvvisamente sbuca dai boschi Callisto. La creatura sovrannaturale gode dell'ebbrezza e della lussuria della gente presente arrivando ad uccidere tutti gli umani presenti. Oltre a Sookie, solo Andy, Tara e il fidanzato Eggs vengono risparmiati e rimandati a casa, dopo essere stata loro cancellata la memoria.
Tornati alla vita normale, Sookie e Bill possono vivere tranquillamente il loro amore e la loro passione, ma il messaggio nella segreteria telefonica dell'anziana nonna di Andy e Portia, turba la serenità di Bill, resosi conto che l'anziana donna è una sua pro-pronipote. A Bill ritornano alla mente gli antichi ricordi della moglie e dei figli, che ha dovuto abbandonare per vivere la sua vita da vampiro.

## Personaggi

### Principali
- Sookie Stackhouse – Protagonista del romanzo, cameriera con il dono della telepatia che lavora al Merlotte's nella piccola cittadina di Bon Temps.
- Bill Compton – Vampiro centenario, reduce dalla guerra civile. È fidanzato con Sookie e cerca di vivere una vita tranquilla.
- Eric Northman – Potente vampiro, sceriffo dell'Area 5. È proprietario di un locale per vampiri chiamato Fangtasia.

### Secondari
- Sam Merlotte – Proprietario del Merlotte's, dove lavora Sookie. Egli è un mutaforma, che può trasformarsi in cane.
- Jason Stackhouse – Fratello di Sookie, dalla vita sessuale agitata. Nel romanzo vive la sua prima relazione stabile con Amy.
- Arlene Fowler – Amica e collega di Sookie. Con alle spalle diversi matrimoni, ora è fidanzata con Rene Lenier.
- Andy Bellefleur – Detective di Bon Temps, insicuro e desideroso di maggior rispetto. Su di lui ricade la colpa dell'omicidio di Lafayette.
- Portia Bellefleuer – Sorella di Andy. Nutre astio nei confronti dei vampiri, ciò nonostante avvicina Bill per poter scagionare il fratello dall'accusa di omicidio.
- Pam – Co-proprietaria del Fangtasia e spalla di Eric.
- Isabel Beaumont – Vampira, tenente in seconda di Stan Davis.
- Stan Davis – Vampiro e sceriffo di Dallas.
- Hugo Ayers – Avvocato umano, fidanzato della vampira Isabel.
- Godric alias Godfrey – Vampiro millenario dall'aspetto di un adolescente, stanco della sua vita immortale vuole rivedere l'alba (così si suicidano i vampiri).
- Callisto – Menade che pretende un tributo da parte di Eric. Ferisce e avvelena Sookie.
- Tara Thornton – Umana, amica dai tempi della scuola di Sookie. Partecipa alle feste sessuali di Bon Temps.
- Benedict "Eggs" Tallie – Umano, fidanzato di Tara.
- Farrell – Vampiro del nido di Dallas, catturato dalla Confraternita del Sole.
- Steve Newlin – Umano a capo della Confraternita del Sole.
- Sarah Newlin – Moglie di Steve.
- Luna Garza – Mutaforma ispanica, che aiuta Sookie a scappare dalla Confraternita.
- Mike Spencer – Umano, direttore delle pompe funebri e medico legale di Bon Temps. È uno dei partecipanti delle feste erotiche che si tengono in città.
- Tom e Cleo Hardaway – Umani, coppia sposata che partecipa alle feste sessuali. Tom, assieme a Mike, è responsabile della morte di Lafayette.
- Barry – Umano, portantino presso il Silent Shore Hotel. Anche lui come Sookie ha poteri telepatici.

## Adattamento televisivo
Come il precedente romanzo, Morti viventi a Dallas è stato adattato per la seconda stagione della serie televisiva True Blood. Notevoli sono le differenze tra romanzo e serie televisiva:
- Nella serie televisiva, Jason entra a far parte della Confraternita del Sole, nel romanzo questo non avviene, essendo Jason un personaggio marginale.
- Il personaggio di Lafayette Reynolds viene ucciso all'inizio del romanzo e il suo corpo viene ritrovato nella macchina di Andy Bellefleuer. Nella serie televisiva non è di Lafayette il corpo ritrovato ma di Miss Jeanette (un personaggio creato appositamente per la serie). Sempre nella serie Lafayette viene tenuto segregato da Eric nel seminterrato del Fangtasia.
- Nella serie viene raccontato che Godric, alias Godfrey, è il "creatore" di Eric, legati da un profondo legame di stima e fedeltà. Nel romanzo Eric e Godric non hanno alcun legame.
- Nella seconda stagione di True Blood appare il personaggio di Sophie-Anne Leclercq, regina dei vampiri della Louisiana. Il personaggio non appare in questo romanzo, ma viene introdotto nei libri successivi.
- La menade chiamata nel romanzo Callisto, appare nella serie sotto il nome di Maryann Forrester.

## Edizioni
- Charlaine Harris, Morti viventi, traduzione di Annarita Guarnieri, Delos Books, 2007,  p. 320, ISBN 978-88-95724-08-9.
- Charlaine Harris, Morti viventi a Dallas, traduzione di Annarita Guarnieri, Fazi Editore, 2009,  p. 309, ISBN 978-88-7625-060-6.